# Boumfoum-Wildtierreservat
Das Boumfoum-Wildtierreservat (auch Bofoum oder Boufoum, engl.: Bofoum Wildlife Sanctuary) ist ein Tierreservat ohne den Status eines Nationalparks in Ghana in der Ashanti Region. Dieses Reservat liegt etwa 90 km nördlich von Kumasi und ist durch eine asphaltierte Straße zu erreichen.
An den westlichen Grenzen des Boumfoum Wildtierreservats liegen die Kwamang Höhlen ca. 3 km nördlich von Kuwamu. Das Reservat liegt an der nördlichen Handseite der Mampong-Bergkette.
Neben einer artenreichen und zahlreichen Tierwelt ist in diesem Wildtierreservat auch der Bamfabiri-Wasserfall zu besuchen.
Koordinaten: 7° 1′ 0″ N, 1° 10′ 0″ W